# 美通社

舊版中文標識

美通社（PRN，PR可能为Press Releases），中文全稱「美國企業新聞通訊公司」（PR Newswire Association LLC.），是一个为公司新闻与公共关系提供服务的大型通讯社，在十国以上设有办公室，使用语言可达40种，影响范围可括及170个国家和地区。

## 历史
1954年创立於纽约，當時為了打破AT&T和西聯寡佔印發訊息給第三者的市場，1971年賣給西聯，1982年成为“联合商业媒体（United Business Media，UBM）”集团旗下公司。
美通社可向数千新闻机构和5500个以上的网站业者、网上数据库和其他机构，以新闻稿、新闻照片、多媒体演示等形式为受众发布新闻信息服务，并提供工具让公司客户能针对特定受众宣传与评估效果。
2002年8月20日，宣布和新華財經在香港合資成立「新華美通有限公司」（Xinhua PR Newswire Limited，XPRN）。2008年11月18日，美通社取得新华美通全部所有权，新华美通更名为「美通社（中国）」（PR Newswire China）；香港、新加坡和台湾的企业新闻稿发布业务，由「美通社（亚洲）」（PR Newswire Asia）承繼。現亞洲業務已整合於「美通社亚洲公司」（PR Newswire Asia Limited）之下。
2015年12月15日，芝加哥私募基金GTCR旗下為公共關係人士提供媒體情報工具的公司Cision收購美通社。

## 外部連結
- 新华美通[]